# Lyctocoris campestris
Lyctocoris campestris är en insektsart som först beskrevs av Fabricius 1794.  Lyctocoris campestris ingår i släktet Lyctocoris och familjen näbbskinnbaggar. Enligt den finländska rödlistan är arten nära hotad i Finland. Arten är reproducerande i Sverige. Artens livsmiljö är byggnader. Inga underarter finns listade i Catalogue of Life.